# Yarin
Yarin (en árabe: يارين) es una localidad del Distrito de Tiro en la Gobernación de Líbano Sur al Sur de Líbano.
Según Edward Henry Palmer, el origen etimológico sería el vocablo árabe
«Kh. Yarin», que significa "la ruina de Yârîn, p.n.". Victor Guérin encontró aquí en 1875: «Al este se extiende una especie de avenida, antiguamente bordeada por edificios importantes. Uno observa especialmente los restos de un gran edificio que mide cuarenta y cinco pasos de longitud de oeste a este por veintidós de ancho de norte a sur. Fue construido con piedras finamente cortadas una sobre la otra con cemento, y termina en el este en tres ábsides, el más grande de los cuales, en el centro, todavía está en pie. Alguna vez fue una antigua iglesia dividida en tres naves por columnas monolíticas, algunos fragmentos ondulados que yacen en el suelo... Pequeñas losas de mosaico en rojo, blanco y negro todavía se adhieren al suelo en varios lugares». El Estudio de Palestina Occidental de 1881 encontró: «Grandes ruinas; algunas piedras de pequeño tamaño dibujadas con patrones inacabados, dos piedras con cruces latinas; restos de muros modernos y montones de piedras; dos tumbas excavadas en la roca; nichos. En la más oriental, la figura de una cabeza humana está aproximadamente cortada en la roca de la primera cámara de la tumba, de la cual se abren dos nichos abiertos».